# Maximilian von Vrints zu Falkenstein

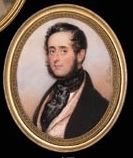
Max v. Vrints

Maximilian von Vrints zu Falkenstein (* 4. Februar 1802; † 10. Juni 1896 auf Schloss Poysbrunn) war ein österreichischer Großgrundbesitzer und Diplomat.

## Herkunft
Seine Eltern waren der Freiherr Karl Optatus Vrints von Treuenfeld (* 4. Juni 1765; † 24. August 1852) und dessen erste Ehefrau die Freiin Cornelia Petronilla von Osy de Zegwaart († 1844).

## Leben
Als Reichsfreiherr studierte Vrints an der  Ruprecht-Karls-Universität Rechtswissenschaft. 1818 gehörte er zu den Stiftern des Corps Guestphalia Heidelberg (I). Seit 1844 Mitglied des niederösterreichischen Herrenstandes, war er im diplomatischen Dienst des Kaisers von Österreich Gesandter beim Königreich Dänemark (1846–1851) und beim Königreich Belgien (1851–1860). Danach zog er sich auf seine Güter im Weinviertel zurück.
Mit dem Prädikat zu Falkenstein erhob Franz Joseph I. ihn 1861 in den Grafenstand. 1871 wurde er als lebenslanges, 1873 als erbliches Mitglied in das Herrenhaus (Österreich) berufen. Er saß in der Staatsschulden-Kontrollkommission des Reichsrats und der Delegation zur Beratung des gemeinsamen Budgets. Vom 6. April 1861 bis zum 2. Januar 1867 – über den  Deutschen Krieg – und vom 18. Februar 1867 bis zum 22. Mai 1870 vertrat er die Großgrundbesitzer im niederösterreichischen Landtag und im Reichsrat (Österreich). 1887–1889 ließ er sich das Palais Vrints zu Falkenstein in Wien errichten.
Sein gleichnamiger Sohn saß auf Steinabrunn und starb 1900 mit 51 Jahren.

## Familie
Vrints-Falkenstein heiratete am 11. Mai 1840 die Freiin Franziska Posthuma von Bartenstein (* 7. April 1819; † 12. Dezember 1847). Das Paar hatte mehrere Kinder:
- Maximilian Alexander Josef Gislain (* 21. September 1844; † 8. Februar 1900) ⚭ Maria Constanze von Althann-Milisovec (* 2. September 1851; † 1900)[3]
- Sophia (* 23. Februar 1846; † 26. Juli 1905) ⚭ 1865 Joseph Rudolf von Thurn und Valsassina (* 7. September 1839; † 31. August 1901)
- Eugenia (* 1. Oktober 1847; † 13. Februar 1879) ⚭ Georg von Thurn und Valsassina (* 29. März 1834; † 2. Juni 1879)

Nach dem Tod seiner ersten heiratete der Graf am 1. April 1850 Eugenie von Osy (* 15. April 1807; † 1871), Witwe des Freiherren Karl von Bartenstein. Die Ehe war kinderlos.